# Tiago Correa
Tiago Kadú Correa Girrulat (Santiago, 28 de agosto de 1981) es un actor chileno.

## Biografía
Actor nacido en Santiago de Chile, su infancia en Florianópolis, capital del estado de Santa Catarina, Brasil. A los 8 años regresa a Santiago de Chile donde estudia en los colegios “Giordano Bruno y Rudolf Steiner” de la pedagogía Waldorf. Estudia actuación en la escuela “LA Mancha”, de la corriente teatral del francés “Jacques Lecoq”. Luego de egresar se desarrolla como actor, director y productor en Teatro, Cine y TV. Actualmente esta radicado desde 2016 en Ciudad de México, México; donde a impulsado su carrera en producciones mexicanas, norteamericanas y esapañolas. Sus últimos trabajos fueron como protagonista de la serie “Polen” para VIX+, producida por 11:11 Films y TV, aun no tienes fecha de estreno pero se cree saldrá en el primer trimestre de 2024. También participó como uno de los protagónicos de la última y 3.ª temporada de la serie Española “SkyRojo”, de Vancouver Media Producciones para Netflix. Y “La Reina del Sur 3” para Telemundo Studio y Netflix, donde también fue parte del elenco estelar. Con 20 años de carrera se ha desarrollado como actor en Chile, Perú, Colombia, México, USA y España donde se destacan “Machuca”, “La Casa de las Flores 3”, “La Reina del Sur 2”, “Enemigo Intimo 2”, “TIRA”, “Helga y Flora”, “Manuel Rodríguez”, “Dueños del Paraíso”, “Medias Hermas”. En Teatro “EL Capote”, “El Contrabajo”, "Negro Animal tristeza", "Glengarry Glengarry Ross", "Juan y Beatriz", “Fuerza Bruta”, “Venus en Piel”. En 2021 crea “Guannaby Films” junto al actor “Christian Tappan” y el guionista “Luis Emilio Guzman”, compañía de producción y desarrollo de contenido.

## Vida privada
En 18 de abril de 2010 contrajo matrimonio con la actriz Ignacia Allamand Lyon. Un año después, confirmaron que se habían divorciado.
Posteriormente en 2011 se habría divorciado, meses más tarde dio inicio a una relación con la también actriz Mayte Rodríguez Arregui con la que terminó en 2016.

## Filmografía

### Cine
| Año  | Película                           | Rol                |
| ---- | ---------------------------------- | ------------------ |
| 2002 | Bienvenida realidad: la película   | Franco             |
| 2003 | Maldito amor                       |                    |
| 2004 | Machuca                            | Pablo              |
| 2006 | Fiestapatria                       | Álvaro             |
| 2006 | Rojo, la película                  | Jorge Carrasco     |
| 2008 | Santos                             | Pedro              |
| 2009 | El viaje a Rickwood                | Javier             |
| 2009 | The Bridge                         | Andrés             |
| 2013 | Prófugos                           | Jonny              |
| 2014 | La canción de mi vida              | Juan José          |
| 2015 | Gritos del bosque                  | Cristián           |
| 2015 | Talión                             | Eduardo            |
| 2017 | Artax                              | Joaquín            |
| 2018 | Swing                              | Pedro              |
| 2021 | La Casa de las Flores: la película | Ernesto De la Mora |
| 2023 | Uno para morir                     | Joaquín            |

### Televisión
| Año       | Título                  | Personaje           |
| --------- | ----------------------- | ------------------- |
| 2004-2005 | Bienvenida realidad     | Franco Torres       |
| 2005      | Heredia y asociados     | Diego               |
| 2005      | Loco por ti             | Óscar               |
| 2006      | Entre medias            | Franco Maldonado    |
| 2007      | Vivir con 10            | Lucas Yankovic      |
| 2008      | Mala conducta           | Félix Inostroza     |
| 2009      | Mundos paralelos        | -                   |
| 2009-2010 | Sin anestesia           | Rafael Quiñones     |
| 2010      | Manuel Rodríguez        | José Miguel Neira   |
| 2011      | Infiltradas             | Lautaro Verdugo     |
| 2011      | Karma                   | Juan                |
| 2012-2013 | La sexóloga             | Francisco Pamplona  |
| 2013      | Prófugos 2              | David               |
| 2014      | La canción de tu vida   | Juan José           |
| 2015      | Dueños del paraíso      | Mario Esparza       |
| 2015      | La poseída              | Vicente Smith       |
| 2016      | Casa de Angelis         | Luis de Araya       |
| 2017      | Un diablo con ángel     | Damián Zegers       |
| 2018      | Santiago paranormal     | Gustavo Ugarte      |
| 2019-2022 | La Reina del Sur        | Jonathan Pérez      |
| 2019      | Tira                    | Santiago Quiñones   |
| 2020      | La casa de las flores   | Ernesto de la Mora  |
| 2020      | Helga y Flora           | Zacarías Llancaqueo |
| 2020      | Enemigo íntimo 2        | Diego Lozano        |
| 2021      | Madre solo hay dos      | Mateus              |
| 2023      | Sky Rojo                | Darwin              |
| 2024      | El amor no tiene receta | Mauro Nicoliti      |
| 2025      | Amanecer                | Joaquín Franco      |

### Teatro
| Año       | Obra                    | Rol                   |
| --------- | ----------------------- | --------------------- |
| 2015-2016 | El contrabajo           |                       |
| 2014      | Venus en Piel           | Thomas                |
| 2012-2013 | Juan y Beatriz          | Juan                  |
| 2011      | Glengarry Glen Ross     | Roma                  |
| 2010      | Negro Animal Tristeza   | Flynn                 |
| 2007      | Capote, manipulador     |                       |
| 2007      | Hamelin                 | Josemari              |
| 2006      | Cocinando con Elvis     | Stuart                |
| 2005-2006 | Animales                | Boxer y Roben Denirou |
| 2003-2004 | El crimen del cura Tato | Lucho                 |

### Vídeos musicales
| Año  | Título  | Artista    | Dirección    |
| ---- | ------- | ---------- | ------------ |
| 2017 | Contigo | Vesta Lugg | Oscar Andreé |